# Ōsaki
Ōsaki (jap. 大崎市 Ōsaki-shi) – miasto w Japonii, w prefekturze Miyagi, na wyspie Honsiu. Ma powierzchnię 796,81 km². W 2020 r. mieszkało w nim 127 330 osób, w 48 775 gospodarstwach domowych  (w 2010 r. 135 147 osób, w 46 058 gospodarstwach domowych) .

## Położenie
Miasto leży w północnej części prefektury. Graniczy z miastami:
- Tome,
- Kurihara,
- Yuzawa.

## Historia
Miasto powstało 31 marca 2006 roku.

## Transport

### Kolejowy
- Japońska Kolej Wschodnia
  - Tōhoku Shinkansen
  - Główna linia Tōhoku

### Drogowy
- Autostrada Tōhoku
- Drogi krajowe nr 4, 47, 108, 346, 347, 457.